# ロシア紅茶の謎
『ロシア紅茶の謎』（ロシアこうちゃのなぞ）は、有栖川有栖による日本の短編小説集。また、その表題作である短編小説。

## 概要
「作家アリスシリーズ」の国名シリーズの第一作目。
以下の6編が収録されている。
- 動物園の暗号
- 屋根裏の散歩者
- 赤い稲妻
- ルーンの導き
- ロシア紅茶の謎
- 八角形の罠

## 登場人物
火村 英生（ひむら ひでお）
33歳。犯罪臨床学者。英都大学社会学部助教授。専門は犯罪社会学。フィールドワークと称して、実際の犯罪捜査にも加わる。
有栖川 有栖（ありすがわ ありす）
33歳。推理作家。火村とは友人。助手という名目で幾度か捜査に関わったこともある。

## あらすじ
動物園の暗号
初出：「臨時増刊 小説現代」（講談社） 1993年5月号
動物園の猿山で夜間飼育係だった男性の遺体が発見された。被害者は不思議な暗号が書かれたメモを握りしめていた。暗号は何を意味するのか。
屋根裏の散歩者
初出：「小説中公」（中央公論新社） 1993年10月号
あるアパートの管理人が殺害された。残された日記によると、被害者は屋根裏を徘徊し、住人達の生活を覗き見る趣味があった。
江戸川乱歩の『屋根裏の散歩者』へのオマージュ作品。
赤い稲妻
初出：「小説non」（祥伝社） 1994年3月号

ルーンの導き
初出：「別冊歴史読本 特別増刊 特集古代日本人の大航海と謎の未解読文字」 1993年4月号

ロシア紅茶の謎
初出：「小説non」 1993年2月号
作詞家の男性がパーティの最中に中毒死をする。カップからも砂糖からも毒は検出されず、毒を盛った方法に皆目見当がつかない警察は火村に相談を持ちかける。
八角形の罠
初出：「臨時増刊 小説現代 メフィスト」（講談社） 1994年4月号

## 漫画
麻々原絵里依作画により、「動物園の暗号」「ロシア紅茶の謎」が漫画化されている。『人喰いの滝 臨床犯罪学者・火村英生のフィールドノート1』『新装版 ロシア紅茶の謎』に収録されている。

## ドラマCD
2012年5月3日に、モモグレよりドラマCD『屋根裏の散歩者』が発売された。
- 火村英生 - 神谷浩史[1]
- 有栖川有栖 - 鈴村健一[1]
- 田中芳信 - 中井和哉[1]
- 叶克彦 - 谷山紀章[1]
- 黒井武明 - 諏訪部順一[1]
- 二宮隆一郎 - 森田成一[1]
- 高津真希子 - 湯屋敦子[1]
- 船曳 - 飯塚昭三[1]
- 鮫山 - 東地宏樹[1]
- 森下 - 森久保祥太郎[1]

## オーディオブック
2019年12月27日より、Audibleで配信された。ナレーターは三好翼。